# Ronald Sydney Seth
Ronald Sydney Seth (* 5. Juni 1911, in Ely England; † 1. Februar 1985) war ein britischer Schriftsteller. Er schrieb auch unter dem Pseudonym Robert Chartham.

## Leben
Seth war Chorknabe an der Kathedrale von Ely und war King’s Scholar an der Ely Cathedral School. Er studierte an der Sorbonne, der Universität Cambridge und wurde über Sozialwissenschaft promoviert. Der britische Dr. Sommer nannte sich Dr. Chartham und beriet seit den 1930ern über Sexualität. Er lehrte Literaturwissenschaft an der Universität Tartu und kehrte 1939 nach London zurück. Er gründete das Monitoring Intelligence Bureau eine Zensurbehörde bei der British Broadcasting Corporation. 1941 wurde er im Fallschirmspringen ausgebildet, 1942 als Special Operations Executive in Estland abgeworfen und gefangen genommen. Der Falltürmechanismus seines Galgens war blockiert, weshalb er zu den glücklichsten britischen Spionen gezählt wird.
Er wurde vom Sicherheitsdienst des Reichsführers SS ausgebildet und angehalten, über andere Kriegsgefangene im Oflag 79, einem Lager für kriegsgefangene Offiziere bei Waggum, zu berichten. Im April 1945 sandte ihn Heinrich Himmler mit dem Angebot eines Separatfriedens über die Schweiz nach London.
In den 1970er Jahren lebte Seth in Malta mit seiner zweiten Frau, Barbara McAdam Seth.